# Zytokin-induzierte Killerzelle
Eine Zytokin-induzierte Killerzelle (englisch cytokine-induced killer cell, CIK) ist ein künstlich erzeugter Typ von NKT-Zellen des Immunsystems, der zur Behandlung von Tumoren verwendet wird.

## Eigenschaften
Zytokin-induzierte Killerzellen gehören von der Zellabstammung her zu den Leukozyten. Sie werden meistens im Zuge eines adoptiven Transfers in Zellkultur erzeugt und zur Behandlung von Tumoren per Infusion eingesetzt. Die Induktion der CIK erfolgt durch Zugabe von Interferon-gamma, anti-CD3-Antikörper, Interleukin-1 und Interleukin-2 zum Kulturmedium. Als Marker besitzen sie CD3 und CD56. Unter den CIK befinden sich γδ T-Zellen, die den NK-Rezeptor auf der Zelloberfläche tragen. Regulatorische T-Zellen können die anti-Tumor-Wirkung von CIK mindern. Durch zusätzliche Immunmodulation kann die Wirkung verstärkt werden.

## Anwendung
Zytokin-induzierte Killerzellen wurden zur Behandlung von bestimmten Formen von Nierenkrebs, Lungenkrebs, Darmkrebs, Brustkrebs, Leberkrebs, Magenkrebs und Leukämien verwendet.

### Klinische Studien
In einer großen Anzahl klinischer Phase I- und II-Studien zeigten Zytokin-induzierte Killerzellen ein hohes zytotoxisches Potential gegenüber unterschiedlichen Tumoren. In vielen Fällen konnte eine komplette Remission der Tumorerkrankung, begleitet von einer verbesserten Lebensqualität und verlängerter Lebensdauer, erreicht werden. Aber auch Patienten, bei denen kein Rückgang des Tumorgewebes festgestellt wurde, profitierten häufig von einer Therapie mit Zytokin-induzierten Killerzellen. Neben einer verbesserten Lebensqualität wiesen diese Patienten häufig eine verlängerte Lebensdauer im Vergleich zu nicht mit Zytokin-induzierten Killerzellen behandelten Patienten auf.
Nebenwirkungen der Therapie waren hingegen gering und verschwanden zumeist auch ohne spezifische Therapie innerhalb von 24 Stunden. Im Anschluss an die Infusionen von Zytokin-induzierten Killerzellen sind Fieber, Kopfschmerzen und vorübergehende Erschöpfung die häufigsten beobachteten Nebenwirkungen. Seltener kommt es auch zu Schüttelfrost und Übelkeit.

### Internationales Register über Zytokin-induzierte Killerzellen - IRCC (International Registry on CIK Cells)
Das internationale Register über Zytokin-induzierten Killerzellen ist eine 2011 gegründete, unabhängige wissenschaftliche Institution mit Sitz am Universitätsklinikum Bonn. Die Ärzte und Wissenschaftler des Registers haben sich zur Aufgabe gemacht, Daten über klinische Studien mit Zytokin-induzierten Killerzellen zu erfassen und auszuwerten. Dazu können Ärzte einen digitalen Fragebogen auf der Webseite des IRCC ausfüllen, um ihre Daten zur weiteren Auswertung zur Verfügung zu stellen.

### Internationale Gesellschaft zu Zytokin-induzierten Killerzellen - ISCC (International Society of CIK Cells)
Die Internationale Gesellschaft zu Zytokin-induzierten Killerzellen wurde 2024 gegründet, um die Vernetzung von Personen zu fördern, die Behandlungstherapien mit CIK-Zellen entwickeln und erforschen. Allgemein wollen die Mitglieder der Gesellschaft die Behandlungsoptionen für Krebspatienten verbessern.

## Geschichte
Zytokin-induzierte Zellen zur Behandlung von Tumoren wurden erstmals 1991 durch I. G. Schmidt-Wolf beschrieben, der 1994 auch die erste klinische Studie mit CIK-Zellen bei der Behandlung von Krebspatienten durchführte. Zuvor wurden Lymphokin-aktivierte Killerzellen durch Zugabe von Interleukin-2 zur Behandlung von Tumoren verwendet, die teilweise einer zusätzlichen Immunmodulation unterzogen wurden.